# ETBW11AA
ビジネスタブレット -TOUGH- ETBW11AA（ビジネスタブレット タフ いーてぃーびーだぶりゅいちいちえーえー）は台・AAEON Technology（ASUSブランド）によって開発（輸入元および製品企画はネットワンパートナーズ株式会社）された、auブランドを展開するKDDIおよび沖縄セルラー電話の1xEV-DO Rev.AおよびモバイルWiMAX、Wi-Fi通信対応 Android OS 3.2搭載タブレット端末である。製造型番は、AAT01（えーえーてぃー ぜろいち）である。

## 概要
耐衝撃・防水・防塵性能を備えたタブレット端末で、通常のWi-Fi回線や3G回線に加えてモバイルWiMAX（IEEE 802.16e-2005）にも対応したモデルである。

防水性能はIPX4等級であり、防塵性能はIP5X等級である。耐衝撃性能に関してはメーカー側で高さ76cmからコンクリート材に端末を落下させる試験も実施されている。

なお、法人向け端末であるため個人向けには販売されていない。

## 歴史
- 2011年（平成23年）9月26日 - KDDIより公式発表。
- 2012年（平成24年）2月9日 - 全国にて一斉発売。